# Quai de la Rapée (metrostation)
Quai de la Rapée is een station van de metro in Parijs langs metrolijn 5, in het 12e arrondissement. Het in de open lucht gelegen station ligt tussen twee bruggen in: naar Place de l'Italie wordt de Seine met het Viaduc d'Austerlitz overspannen, in de richting van Bobigny ligt de Morland-metrobrug. Iets zuidelijker op de Quai de la Rapée ligt het hoofdkantoor van de RATP. Het station Arsenal, dat sinds 1939 is gesloten, is vlakbij.
Het station is aangelegd in 1906. Het is (evenals de Quai de la Rapée) genoemd naar een middeleeuws leen, de Fief de la Rapée. 'La rapée' betekent letterlijk het geraspte, zoals houtspaanders.

## Weetje
- Dit station speelt een belangrijke rol in de film La Grosse Caisse (1965) met acteur Bourvil.

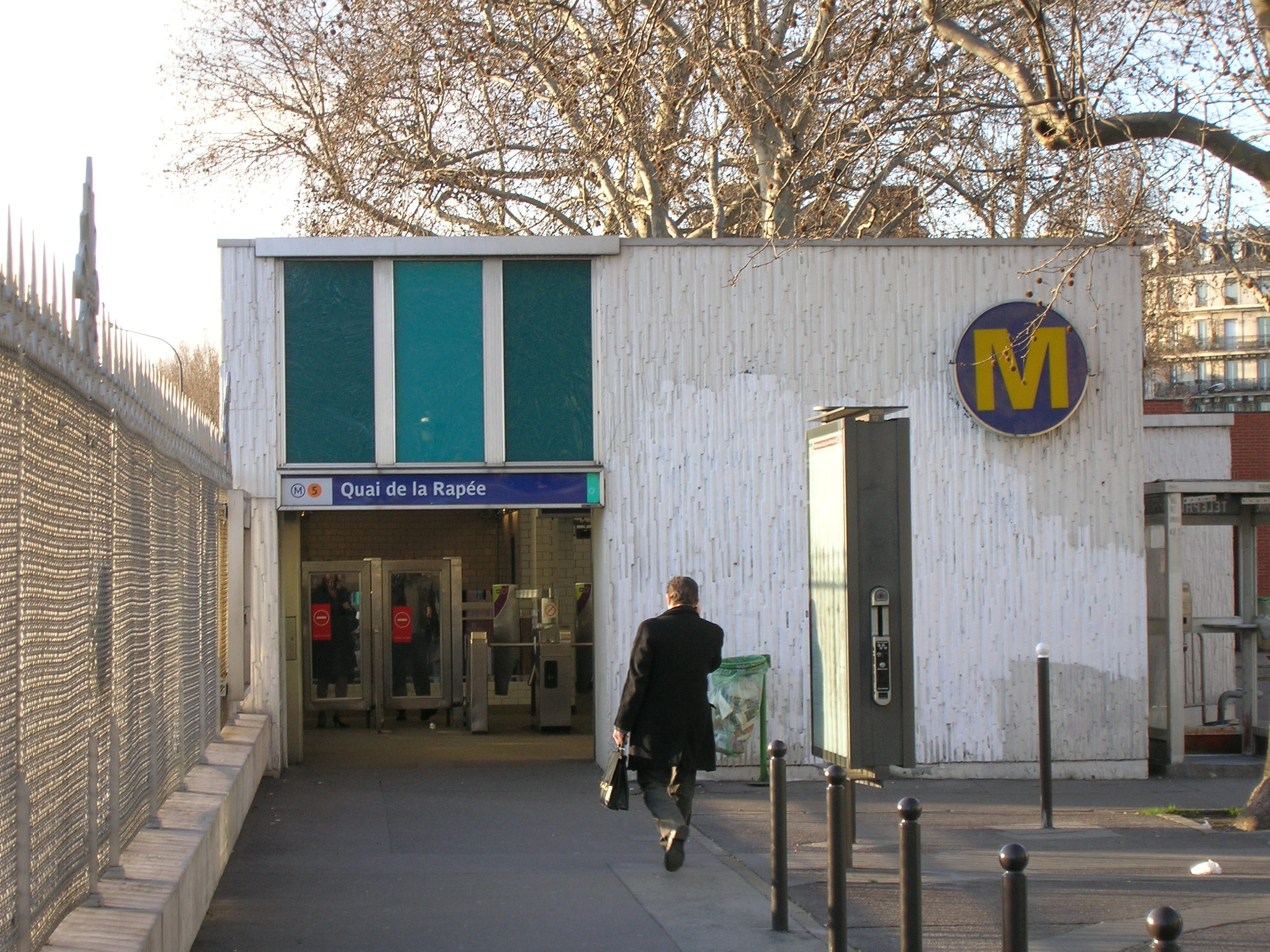
Het toegangsgebouwtje met (atypisch) metrologo

Bobigny - Pablo Picasso · 
Bobigny - Pantin - Raymond Queneau · 
Église de Pantin · 
Hoche · 
Porte de Pantin · 
Ourcq · 
Laumière · 
Jaurès · 
Stalingrad · 
Gare du Nord · 
Gare de l'Est · 
Jacques Bonsergent · 
République · 
Oberkampf · 
Richard-Lenoir · 
Bréguet - Sabin · 
Bastille · 
Quai de la Rapée · 
Gare d'Austerlitz · 
Saint-Marcel · 
Campo-Formio · 
Place d'Italie